# Consistórios de Sisto IV
O Papa Sisto IV (r. 1471–1484) criou 34 novos cardeais em oito consistórios

## 16 de dezembro de 1471
Os novos cardeais receberam suas igrejas titulares em 22 de dezembro de 1471.
1. Pietro Riario, OFMConv. † 5 de janeiro de 1474
2. Giuliano della Rovere † 21 de fevereiro de 1513

## 7 de maio de 1473
Os novos cardeais receberam suas igrejas titulares em 17 de maio de 1473.
1. Philippe de Lévis † 4 de novembro de 1475
2. Stefano Nardini † 22 de outubro de 1484
3. Ausiàs Despuig † 3 de setembro de 1483
4. Pedro González de Mendoza † 11 de janeiro de 1495
5. Antonio Jacobo de Véneris † 3 de agosto de 1479
6. Giovanni Battista Cibo  † 25 de julho de 1492
7. Giovanni Arcimboldi † 2 de outubro de 1488
8. Philibert Hugonet † 11 de setembro de 1484

## 18 de dezembro de 1476
1. Jorge da Costa † 18 de setembro de 1508
2. Carlos II de Bourbon † 17 de setembro de 1488
3. Pedro Ferris † 25 de setembro de 1478
4. Giovanni Battista Mellini † 24 de julho de 1478
5. Pierre de Foix † 10 de agosto de 1490

## 10 de dezembro de 1477
Os novos cardeais receberam suas igrejas titulares em 12 de dezembro de 1477.
1. Cristoforo della Rovere † 1 de fevereiro de 1478
2. Girolamo Basso della Rovere  † 1 de setembro de 1507
3. Georg Hessler † 21 de setembro de 1482
4. Gabriele Rangone, OFM Obs † 27 de setembro de 1486
5. Pietro Foscari † 11 de agosto de 1485
6. Giovanni d'Aragona † 17 de outubro de 1485
7. Raffaele Riario † 9 de julho de 1521

## 10 de fevereiro de 1478
1. Domenico della Rovere † 22 de abril de 1501

## 15 de maio de 1480
1. Paolo Fregoso † 22 de março de 1498
2. Cosma Orsini, OSB † 21 de novembro de 1481
3. Ferry de Clugny † 7 de outubro de 1483
4. Giovanni Battista Savelli † 18 de setembro de 1498
5. Giovanni Colonna† 26 de setembro de 1508

## 15 de novembro de 1483
1. Giovanni de' Conti † 20 de outubro de 1493
2. Hélie de Bourdeilles, OFMObs. † 5 de julho de 1484
3. Juan Margarit i Pau † 21 de novembro de 1484
4. Giovanni Giacomo Schiaffinati
5. Giovanni Battista Orsini † 22 de fevereiro de 1503

## 17 de março de 1484
1. Ascanio Sforza † 27 de maio de 1505